# 9/11: Inside the President's War Room
9/11: Inside the President's War Room es una película documental de 2021 sobre los atentados del 11 de septiembre publicado por Apple TV+ y BBC One. El documental explora las horas inmediatamente posteriores a los ataques desde el ángulo del presidente George W. Bush y quienes lo rodean, y su lanzamiento se programó para que coincidiera con el vigésimo aniversario de los ataques.
El documental incluye entrevistas con el presidente George W. Bush, el vicepresidente Dick Cheney, Condoleezza Rice, Colin Powell, Andy Card, Dan Bartlett, Deborah Loewer, Joshua Bolten, Ari Fleischer, Karl Rove, el piloto del Air Force One Mark Tillman, Ted Olson y otros.

## Recepción crítica
James Jackson escribió para The Times le dio al documental 4 de 5 estrellas al escribir que la presencia del expresidente Bush "por sí sola hizo que este último resumen hora a hora del 11 de septiembre se destaque entre muchos otros, incluso si se siente como la Bush Legacy Foundation relato de su día definitorio ". Jack Seale de The Guardian le dio 5 estrellas y dijo que el documental "da la sensación de estar en la habitación de una manera que pocos documentales han tenido".
 